# 江海関
江海関（こうかいかん）は中華人民共和国上海市外灘地区にある建築物。1927年に建築された八階建ての建物。旧香港上海銀行ビルに隣接しており、上海外灘のシンボル的な建物の一つである。現在の建築は四代目である。
江海関とは、江蘇海関（税関）の意である。現在も中華人民共和国海関総署上海海関の事務所が入居している。

## 歴史

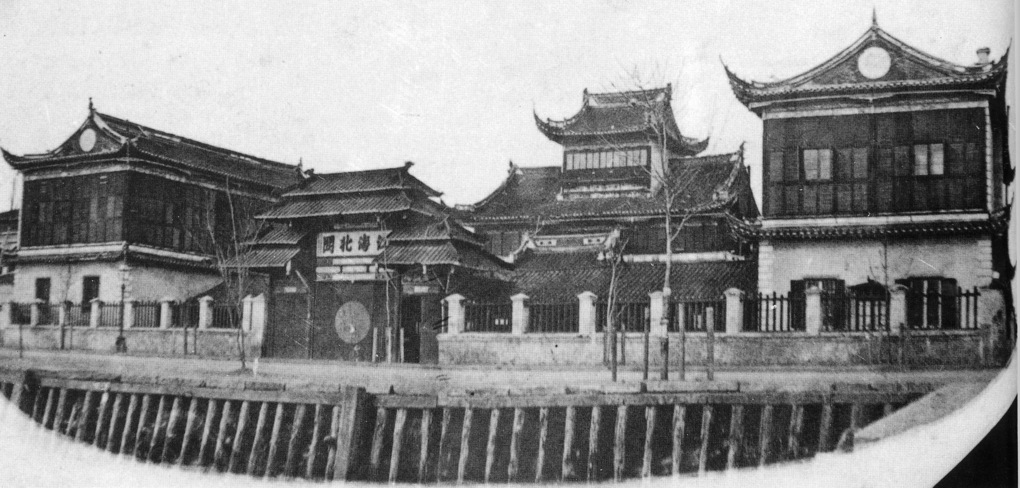
1857年竣工の江海関

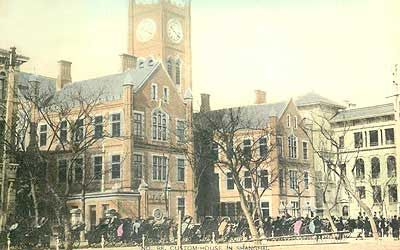
2代目江海関

最初に上海に税関が設置されたのは1684年（康熙23年）のことである。康熙帝は台湾を征服した後に、海洋貿易を制限する海禁を解除し、交易の促進のために中国東岸の江蘇省、浙江省、福建省、広東省の四つの地域に税関を設けた。江蘇省税関所は上海に立てられ、"江蘇税関所"と名づけられた。江蘇税関所を略して江税関、あるいは"江海関"と称された。税関は上海市を囲む城壁の東門に隣接する黄浦江沿岸に設置された。
海上交易が発展すると税関所の立地は不便になり、外国から船舶を海から離れた現在の外灘地域に停泊する要望が出されるようになった。これに対し、上海の役人は外灘の南端付近に税関所を移動した。その後英国領事の要求した英国租界の中に税関所を移動させる提案を受け入れて、現在の場所にも税関所が建てられた。この新税関所は新税関所、北税関所、外国人税関所と呼ばれ、旧税関所は大税関所と称されるようになった。
1853年（咸豊3年）、小刀会の蜂起によって大税関所は焼失、1860年（咸豊10年）には、再建された大税関所は太平天国軍により焼き払われ、新税関所が実質的な税関の本部になり、以降大税関所は再建されなかった。
これらの騒乱の間、英国など列強諸国の領事は租界の中立を宣言、さらに中立地帯になったために税関業務を遂行できなくなった清朝の官吏を税関所から追放、これにより1854年（咸豊4年）には税関業務はイギリスの支配下に置かれた。新税関書に清朝の行政権限が及ばなくなったことにより、小刀会蜂起の後、清朝はやむなく税関の官憲を配置した二隻の砲艦を黄浦と呉淞江の北岸に駐留させ税関業務に当ったが、外国商船はそれら実効性を有さない税関を無視して貿易を行った。新税関所では英、仏、米が各一名の職員を任命し外国人税金委員会を設し、新税関所を中心に税関業務を開始した。その後、清朝は新しく設置された中国海関収税局にイギリスの査察長官を指名することを認め、1857年には上海政府は新税関所を再建するために6,800両の洋銀を支出した。1863年、ロバート・ハートが査察長官に任命され、1911年まで長官の任に当たった。
1857年（咸豊7年）に建設された税関所は巨大なアーチと2つの旗竿が特徴的な中国の伝統的な衛門様式であった。しかしこの建築様式は当時から時代に遅れた様式となっており、1859年（咸豊9年）、上海政府はこの建築を再建するために基金を設立し改築費用を募集している。ロバート・ハートは建築様式にゴシック様式を選択し5階建ての税関所を建築、中央には時計塔を儲け、それを四角く囲むように三階建ての建物を両翼に配置した。この税関所は1925年に再建のために解体され、再び壊された。1927年12月19日に計画予算の二倍にも及ぶ430万両を費やしてパーマー&ターナー社により建築された江海関が現在の建築物である。

## 特徴

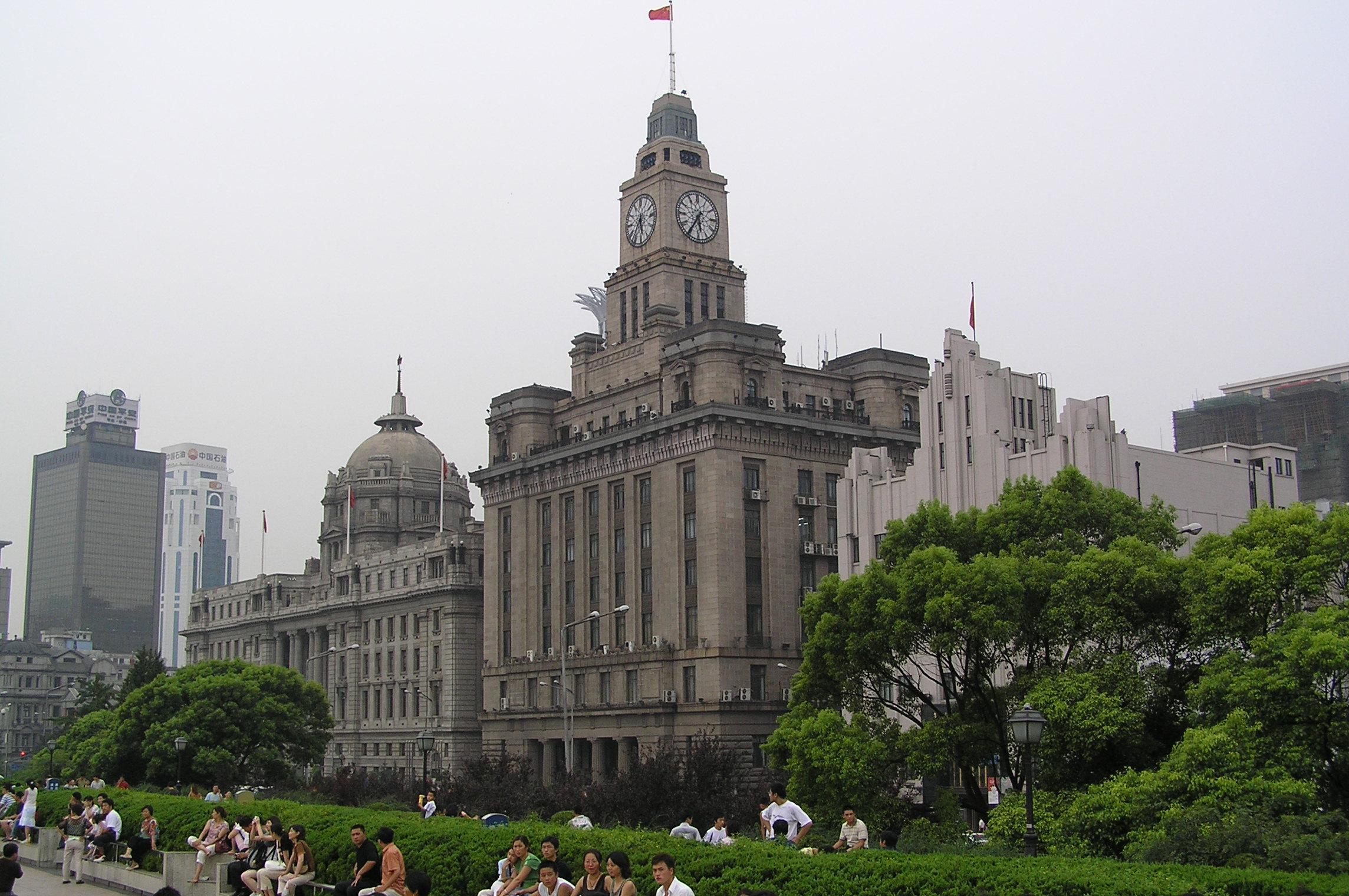
時計塔は15分ごとに音を鳴らす

現在の税関所は5722m2の面積を有す。ビルは二区画に分割され、東区は八階建てで黄浦江に面し時計台が特徴である。時計台部分は十一階建てであり、高さは90mになっている。西区は五階建てで四川路に面している。建築には鉄筋コンクリートが採用され、外見はギリシャ風新古典主義建築となっている。東区二階までの部分は表面を御影石で覆っており、それより上の階はレンガで覆われている。入り口には四本のドーリア式円柱が見られる。この円柱は一階から六階まで延びており、二階から三階の間が区切られており、二階の下の入り口付近は軒のようになっている。
内部は正面ホールに金箔で飾られた大理石の柱が立っている。中央には八角形のドームがあり壁画が残っている。
江海関の最大の特徴は時計塔の時計である。時計台は外灘全体から見ることができ、上海市中央部の多くの場所から見ることが出来る。四面ともに時計があり、0.3から1メートルのサイズの100片以上の硝子がはめられている。直径は5.3mであり72の自動灯火がついている。この時計の構造やデザインはウェストミンスター宮殿のビッグ・ベンを参考に作られた。全体の機構はJBジョイス&Coがイギリスで製作して上海に出荷した。現在でもアジア最大の時計として残っている。
文化大革命期間中、時計の時報音楽は東方紅に変更された。1980年代に元来のウェストミンスターの鐘に戻されたものの、2003年に上海共産党により再び東方紅に変更されている。